# Ullvi
Ullvi är en by vid Österdalälven, tre kilometer söder om Leksand i Leksands socken i Leksands kommun. Byn ligger på norra (östra) sidan av älven.
Ullvi är en av Leksands äldre byar, och har liksom flera andra byar i socknen mycket gamla anor. Bynamnet betyder guden Ulls offerplats. Ortnamn med guden Ulls namn förekommer annars inte alls i Dalarna.
På flera platser i byn finns spår efter järnframställning från yngre järnålder i form av blästerugnar och slagg. Byns läge innan 1700-talet var längre ned mot Dalälven, vid Ullvinäset.
Den äldsta skriftliga belägget för byn är från 1450. I den äldsta skattelängden 1539 upptas sju skattebönder. Älvsborgs hjälpskatteregister upptar 13 bönder i byn. Mantalslängden 1668 redovisar 14 hushåll och Holstenssons karta från samma år har lika många gårdstecken. Enligt fäbodsinventeringen 1663–1664 hade Ullvi del i Åsleden, Bastberg och Vålbergs fäbodar. Ullvibönderna var även brukare av kvarnar i Hyttkvarnströmmen och Rombäcken. 
År 1766 fanns 46 hushåll i byn, och 1830 anges 47. Storskifteskartan från 1820-talet upptar 53 gårdar i Ullvi – 29 i själva byn, 15 i Gammalullvi, sex i Vändat och tre på Näset.
Ett av Leksandstraktens första mejerier anlades här 1885. Mot slutet av 1800-talet kulminerade befolkningstalet i byn. År 1896 fanns 66 hushåll. År 1902 lät konstnären Emerik Stenberg uppföra en villa i byn och den följdes snart av några till, bland annat uppförda av Themptander och Artur Hazelius.
Byn är klassificerad som riksintresse för kulturmiljövård.

## Ullviskolan
Ullvi utmärks historiskt av att minst fyra kända dalmålare stammar från byn; Jufwas Anders Ersson (1757-1834), Back Olof Andersson (1767-1820), Back Erik Andersson (1778-1847) och Snarf Anders Andersson (1795-1850). Byn har fått namnge "Ullvibården", ett av de vanligare dekorationselementen i Dalmålningar under tidigt 1800-tal, och konststilen kallas vanligen för Ullviskolan.